# Амате
Амате (аст. amatl, лат. Ficus insipida) — вид цветковых растений рода Фикус (Ficus). Тропическое вечнозелёное дерево, произрастает от Мексики до Южной Америки. Часто встречается в туманных лесах на высоте свыше 1550 над уровнем моря.

## Ботаническое описание
Дерево с досковидными корнями, 8—40 м высотой. Хотя во взрослом возрасте это растение — свободностоящее дерево, свою жизнь оно начинает как лазающая лиана. Оно присасывается к стволу дерева-хозяина, душа его и в конечном счёте убивая. Наиболее частыми хозяевами являются деревья видов Guarea tuisana и Sapium pachystachys, кроме того, этот вид нередко встречается на уже мёртвых деревьях.
Форма листьев может быть от узкой до ланцетовидной. Их размеры варьируют от 5—25 см в длину и 2—11 см в ширину. Цветёт с февраля по апрель. Плод жёлто-зелёный, бугорчатый, 4—6 см в диаметре. Хотя он, как и у большинства фиг, съедобен, его латинское название (буквально «безвкусная фига») указывает на их невыдающиеся вкусовые качества. Обезьяны питаются ими, сидя прямо на дереве, а упавшие плоды поедают пе́кари.

## Хозяйственное значение и применение
Древесина мягкая, однако её можно использовать лишь там, где не важна прочность.
Амате применяется вайяками (шаманами) из племени Craós (Krahós, Krahô) в Бразилии как ноотропное средство. Его млечный сок используют в южноамериканской народной медицине как глистогонное средство, называемое ojé, однако оно токсично и потому должно применяться с осторожностью.
Кодексы майя представляют собой книги, происходящие из доколумбовой цивилизации майя, написанные на иероглифическом письме майя на специально выделанной коре — аматль, изготовленной из нижнего слоя коры некоторых деревьев, основными из которых являются амате.

## Синонимика
- Ficus finlayana Warb.
- Ficus glabrata Kunth
- Ficus glabrata var. obtusula Dugand
- Ficus insipida subsp. radulina (S.Watson) Carvajal
- Ficus insipida subsp. segoviae (Miq.) Carvajal
- Ficus krugiana Warb.
- Ficus longistipula Pittier
- Ficus palmirana Dugand
- Ficus radulina S.Watson
- Ficus segoviae Miq.
- Ficus werckleana Rossberg
- Ficus whitei Rusby
- Galoglychia martinicensis Gasp.
- Pharmacosycea angustifolia Liebm.
- Pharmacosycea brittonii Rusby[6]

## Подвиды
В настоящий момент выделяется 2 подвида:
- Ficus insipida subsp. insipida Willd.
- Ficus insipida subsp. scabra C.C.Berg